# Hete Tecnología de la Información Co., Ltd.
Hete Information Technology Co., Ltd. fue fundada en diciembre de 2009 y está ubicada en la ciudad de Guangzhou, en la provincia de Guangdong, China. Su fundadora, Li Wendan, comenzó a realizar comercio internacional a través de la plataforma Alibaba, expandiendo gradualmente su mercado a regiones como Europa y América del Norte. En 2013, Hete introdujo la marca "funmihair" y comenzó la producción y venta de productos relacionados con pelucas en China. En 2014, la empresa lanzó la marca Luvme y participó en una exposición de la industria en Las Vegas, EE. UU. En 2023, la compañía lanzó una línea de productos para el cuidado de pelucas, ampliando su oferta de productos.

## Marcas propiedad de la empresa
- Luvme[1]
- Gorguis
- Braided Queen
- Leona Virtue
- Frodio[2]

## Historial de eventos de la marca
1. Noviembre de 2024: La marca Luvme fue mencionada por Forbes como una de las "empresas de pelucas dirigidas por mujeres", proporcionando productos y soluciones para mujeres que enfrentan la caída del cabello debido a causas médicas.[3]
2. Octubre de 2024: Luvme se asoció con el Mes de la Concientización sobre el Cáncer de Mama, promoviendo la conciencia sobre la detección temprana y el apoyo a las mujeres que luchan contra esta enfermedad.[4]
3. Junio de 2024: La marca Luvme fue incluida en una lista de ELLE como uno de los productos de peluca más populares en la plataforma Amazon.[5]
4. Abril de 2024: Luvme fue incluida en la lista de ELLE de las mejores pelucas online.[6]
5. Marzo de 2024: Luvme fue recomendada como uno de los productos destacados para la primavera por los editores de The Tease.[7]